# 井上博貴
井上 博貴（いのうえ ひろき、1971年- ）は、日本の映画監督、脚本家、演出家である。福岡県出身。

## 経歴
早稲田大学社会科学部卒。卒業後、フリーの助監督、制作として映画、TVドラマ、CMなどに携わる。96年には石井プロダクションに参加し、石井輝男に師事する。

## 主な作品
- ねじ式（1998年） - 製作
- パニック4ROOMS（2009年） - 監督、脚本
- どんぐり兄弟の梅干（2009年） - 監督、脚本
- Oh!マイブラザー　誰の心に届く…（2011年） - 編集
- 777号に乗って（2012年） - 監督、脚本
  - 福岡インディペンデント映画祭 優秀賞＆子役賞
  - 映文連アワード2012 パーソナルコミュニケーション部門 優秀賞
  - メイドイン釜山独立映画祭2012　招待作品
  - 第4回伊勢崎映画祭　グランプリ
  - 第5回武蔵野映画祭　グランプリ
  - 第16回月イチ映画祭　グランプリ
- のぶ子の日記（2013年） - 監督、脚本
  - 福岡インディペンデント映画祭　グランプリ
  - 東広島映画祭ショートフィルムコンペティション　最優秀作品賞
  - 西東京市民映画祭　最優秀作品賞＆西東京市長賞＆奨励賞
  - メイドイン釜山独立映画祭2013　招待作品
  - 第9回東葛映画祭2013　審査員特別賞
- 恋する河童（2014年） - 監督、脚本
  - 松本商店街映画祭　準グランプリ
  - 那須国際ショートフィルムフェスティバル　那須FC特別賞
  - 福岡インディペンデント映画祭　企画賞
  - メイドイン釜山独立映画祭2015　招待作品
  - 映文連アワード2015　パーソナルコミュニケーション部門 　優秀賞
  - 第3回映画少年短編映画祭　グランプリ
- 夕暮れの催眠教室（2015年） - 監督、脚本
  - ショートショートフィルムフェスティバル＆アジア2016　ジャパン部門ノミネート
  - Skipシティ国際Dシネマ映画祭　短編部門　奨励賞
  - 札幌国際短編映画祭 オフィシャルセレクション　オフシアター部門上映
- 宝池に寄り道を（2017年） - 監督、脚本
  - ショートショートフィルムフェスティバル＆アジア2017 キテミル川越ショートフィルム大賞 グランプリ[2]
- 40万分の1（2018年） - 監督、脚本
- その瞬間、僕は泣きたくなった-CINEMA FIGHTERS project-「魔女に焦がれて」（2019年）
- LOVE STAGE!!（2020年） - 監督
- 鍵（2022）（2022年） - 監督、脚本
- シーシュポスたちのまなざし（2025年公開予定） - 監督、脚本[3]